# Селашурі
Селашурі (рум. Sălașuri) — село у повіті Муреш в Румунії. Входить до складу комуни Вецка.
Село розташоване на відстані 238 км на північний захід від Бухареста, 25 км на південний схід від Тиргу-Муреша, 100 км на південний схід від Клуж-Напоки, 102 км на північний захід від Брашова.

## Населення
За даними перепису населення 2002 року у селі проживали 157 осіб.
Національний склад населення села:
| Національність | Кількість осіб | Відсоток |
| -------------- | -------------- | -------- |
| угорці         | 139            | 88,5%    |
| цигани         | 17             | 10,8%    |

Рідною мовою назвали:
| Мова      | Кількість осіб | Відсоток |
| --------- | -------------- | -------- |
| угорська  | 139            | 88,5%    |
| циганська | 17             | 10,8%    |